# Trifolium blancheanum
Trifolium blancheanum är en ärtväxtart som beskrevs av Pierre Edmond Boissier. Trifolium blancheanum ingår i släktet klövrar, och familjen ärtväxter. Inga underarter finns listade i Catalogue of Life.